# Per Firenze
(Richard Burton)
Per Firenze (il cui titolo viene a volte riportato anche come Alluvione di Firenze) è un film-documentario del 1966 diretto da Franco Zeffirelli.
Film prodotto dalla RAI, nel quale viene illustrata e descritta la situazione della città di Firenze durante l'alluvione del 4 novembre 1966 e nei giorni immediatamente successivi.
La voce narrante del documentario è per buona parte quella non doppiata dell'attore gallese Richard Burton, che in quello stesso periodo partecipava assieme al regista Zeffirelli alle riprese del film La bisbetica domata.

## Trama
Nella prima parte del documentario, uscito un mese esatto dopo gli avvenimenti, sono contenute le immagini dell'alluvione e delle conseguenze che essa ha portato nel capoluogo toscano, per poi essere mostrate anche le immediate reazioni dei cittadini e commercianti coinvolti.
Successivamente vengono riportate alcune testimonianze e mostrato il lavoro degli "angeli del fango", vale a dire le numerose persone, provenienti sia da Firenze che da tutto il mondo, che sono accorse per aiutare la città e gli abitanti a ritornare alla normalità ed a recuperare e proteggere le numerose opere d'arte. Fra gli appelli che vengono lanciati verso la fine del documentario vi è anche quello del politico statunitense Edward Kennedy, che richiede l'aiuto da parte di americani e abitanti del mondo intero per soccorrere il capitale umano ed artistico della città di Firenze.

## Riconoscimenti
Il documentario, del quale venne realizzata anche una versione in lingua inglese, fece il giro d'Italia e del mondo, dando un importante aiuto per l'ottenimento di numerosi aiuti ufficiali e non da parte di numerosi enti pubblici e privati.
Nel 2006, in occasione del quarantesimo anniversario dall'alluvione, la città di Firenze, per mano del sindaco Leonardo Domenici, ha consegnato a Franco Zeffirelli un riconoscimento ufficiale per aver aiutato il mondo a comprendere lo stato di emergenza della città in quei giorni.